# 일본의 교통표지

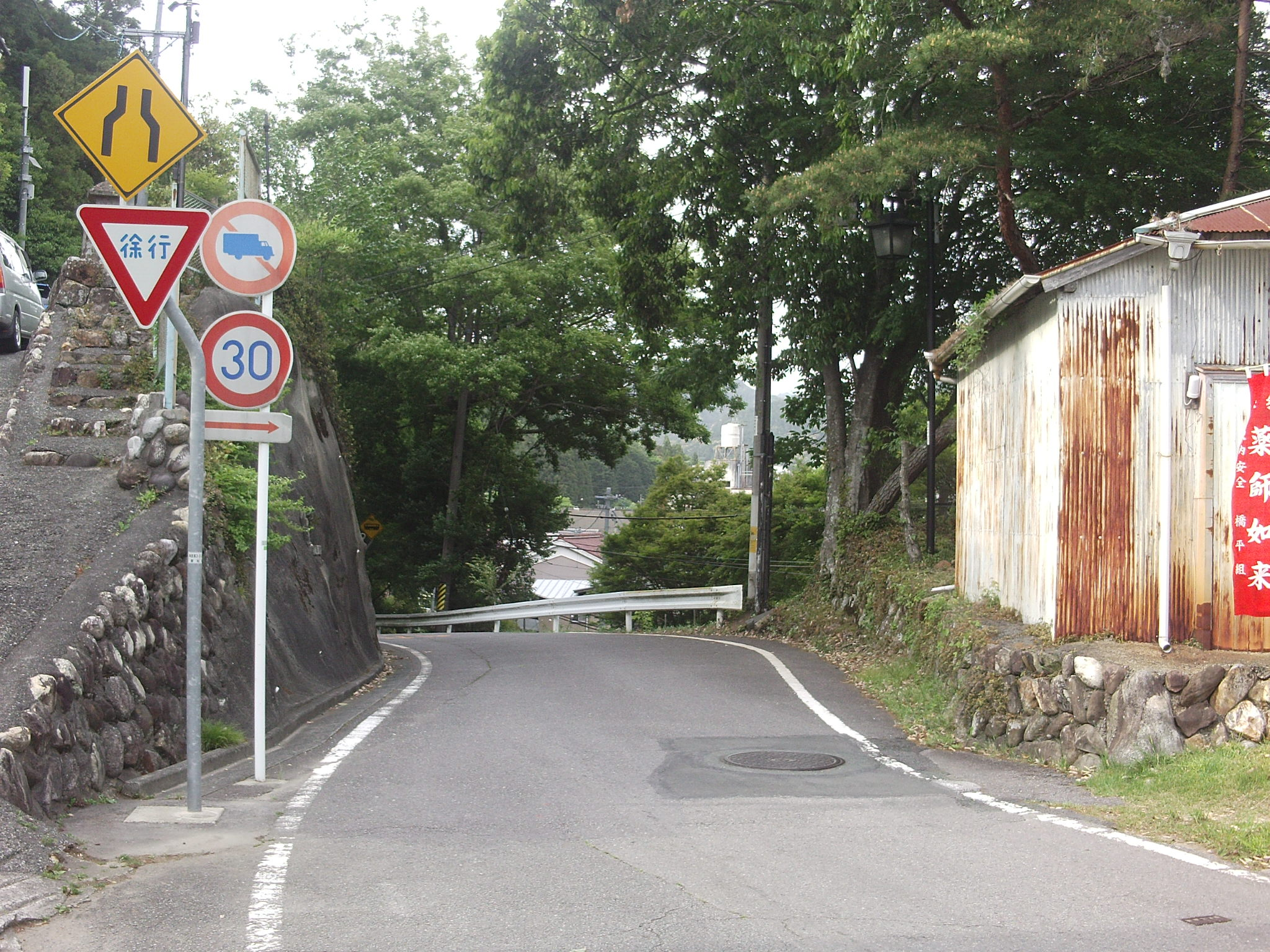
아이치현 도요오카시 신시로 439번 도로 표지판, 도로가 좁아진 속도 안내 표지판(기존 설계), 트럭이 없는 도로의 제한속도 30km/h

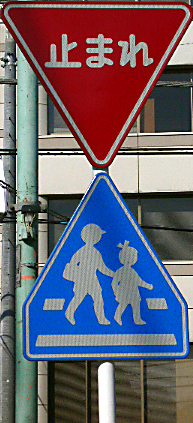
일단정지 표지판과 횡단보도 표지판

일본의 교통표지 또는 일본의 도로표식(일본어: 道路標識, どうろひょうしき 도오로효시키[*])는 일본에 있는 교통표지를 말한다. 일본 도로교통법에 근거해 도도부현 공안위원회가 설치하는 것과 도로법에 기초를 두어 도로관리자(국토교통성, 도도부현, NEXCO 등)이 설치하는 것이 있다. 일본의 도로표식은 본 표식과 있으며, 본 표식은 경계표식, 규제표식, 지시표식, 보조표식의 4개에 구분되고 있다.
- 본 표식
  - 경계표식: 경계해야 할 것을 나타내는 표식.
  - 규제표식: 어떠한 행동을 금지 또는 규제하는 표식.
  - 지시표식: 어떠한 허가나 명령, 횡단보도 등 도로상의 시설을 나타내는 표식.
- 보조표식: 본 표식을 보조하는 표식.

## 도안

### 안내
- “Fuenfwerken-Schrift in Japan | Fuenfwerken”. 《www.fuenfwerken.com》 (독일어). 2018년 3월 23일에 확인함.

고속도로 진입로
고속도로 출구점
출구 및 거리(고속도로)
분기점(고속도로)
고속도로 번호 (E1; 도메이)
고속국도 진입로 (E4; 도호쿠)
도시고속도로 진입로 (C1; 슈토)
교차로
교차로
도시 및 지역 거리
국도 진입로 (제20호선)
국도 진입로
국도 진입로
선행고속도로 진입로 (후쿠오카현도 제758호선)
현도 진입로
현도 진입로 (시내 간 노선)
현도 진입로
현도 진입로 (시내 간 노선)
거리명
우회로
우회로
높이 제한 완화(고속도로)
중량 제한 완화

### 경계표식

+자형 교차로
ㅏ자형 교차로
T자형 교차로
ㅓ자형 교차로
Y자형 교차로
회전교차로
우로굽은도로
좌로굽은도로
우로꺾어진도로
좌로꺾어진도로
우좌로이중굽은도로
좌우로이중굽은도로
우좌로이중꺾어진도로
좌우로이중꺾어진도로
우좌로이중굽은도로 2
좌우로이중굽은도로 2
철도건널목
철도건널목(노면전차)
어린이 보호
신호기
미끄럼 도로
낙석도로
노면고르지못함
합류도로
차로 없어짐
도로폭이 좁아짐
2방향통행
오르막경사
내리막경사
도로공사중
횡풍
야생동물보호(로드킬보호)
위험

### 규제표식

주차 및 정지
정지금지
주차금지
주차제한
병렬주차
직각주차
사면주차

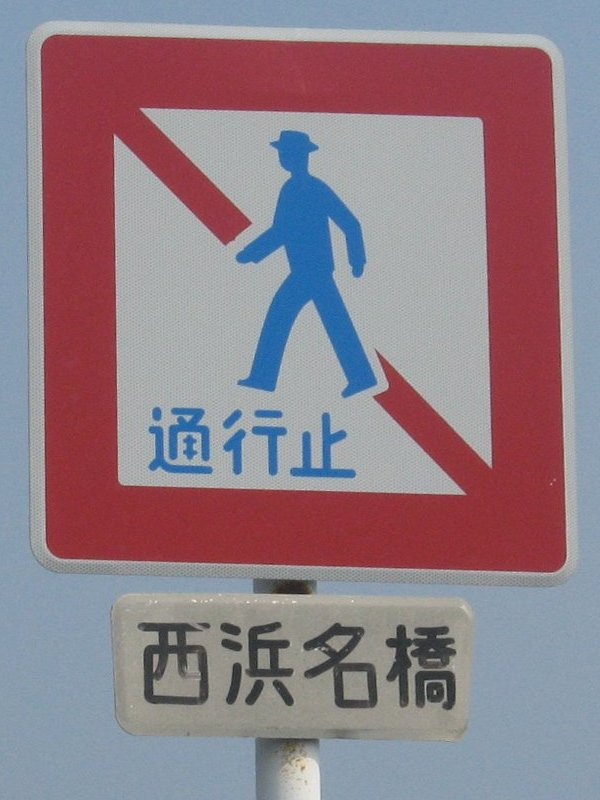
보행자 보행금지
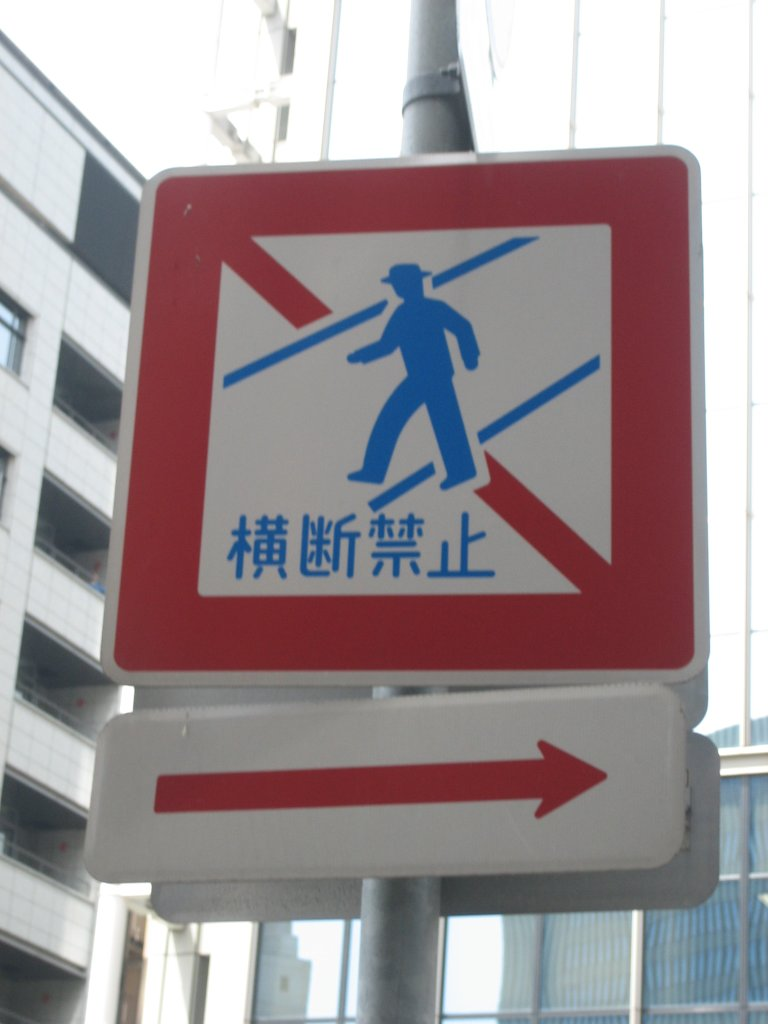
보행자 횡단금지

속도 줄임
천천히 (일본어 및 영어, 2017년부터 현재 설계)
정지 (일본어 및 영어, 2017년부터 현재 설계)
정지 (영어, 주일 미군기지에서 사용)

경고
모두 폐쇄된 도로
차량 통행금지 도로
출입금지
오토바이와 모페드를 제외한 자동차 금지
트럭 금지
버스 금지
오토바이나 모페드 금지
무동력자동차 금지
자전거 금지
자동차 금지
2인용 오토바이 금지
위험물을 운송하는 차량 금지
중량 5.5톤 이상의 차량 금지
3.3m 이상 차량 금지
2.2m 이상 차량 금지
자동차 전용
자전거 전용
자전거와 보행자 전용
보행자 전용
보행자 출입금지 도로

방향
직진 또는 좌회전 허용
직진 또는 우회전 허용
좌회전
우회전
무회전
좌회전 또는 우회전
방향 허용
회전교차로
좌측 유지
우측 유지
앞에서 우회전 금지
유턴 금지
모페드 우회전 2단
모페드를 위한 2단계 우회전 없음

제한
추월 시 중앙선 교차 금지
속도제한(90 km/h)
속도 제한 종료
제한속도의 끝(기준)[3]
최소속도제한(50 km/h)
좌측편도
우측편도
전방앞 편도
편도(자전거)
트럭은 좌측 차선을 사용[4]
버스전용차로
자전거차선
버스 우선 순위 차선
차선 사용
차선 사용
차선 사용
차선 사용
자동차 경적 사용
보행금지

- 주차 및 정지
- 정지금지
- 주차금지
- 주차제한
- 병렬주차
- 직각주차
- 사면주차

### 지시표식

정지선
중심선
궤도부 통행가능
안전지대
주차장
정차구역
우선도로
횡단보도
횡단보도
횡단보도
횡단보도
전방제어

### 보조표식

거리·구역 (여기서부터 100m 전방)
거리·구역 (여기서부터 50m)
날짜·시간 "일요일·휴일을 제외"
오전 8시부터 오후 8시
모페드 제외
차량의 종류 "대형화물차 등"
모터사이클의 종류 "바이크"
차량의 종류 "화물자동차"
차량의 종류 "최대적재량 3톤 이상의 화물자동차"
차량의 종류 "표장차"
주차여지 "주차여지 6m"
주차시간제한 (파킹미터 표시시간까지)
시작
시작
시작
구간내
구간내
끝
끝
끝
끝
통학로
추월금지
전방우선도로
건널목주의
횡풍주의
야생동물 주의
주의
주의사항 "안전속도 30km/h"
주의사항 "노견 약함"
규제이유 "소음방지구간"
방향
규제이유 "고모로시 본정"
시점
종점

### 해제표식

천천히 (일본어, 2017년에 단계적으로 삭제)
양보 (2017년 삭제)
정지 (1963년부터 2017년까지 일본어로만 사용)
1950년부터 1960년까지 사용된 정지 부호
1960년부터 1963년까지 사용된 정지 부호

## 기타

고속도로명
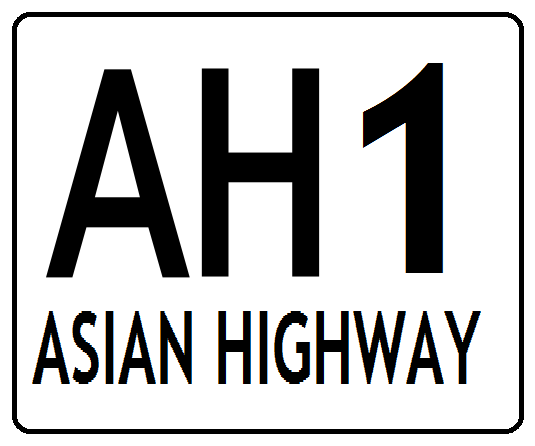
아시안 하이웨이 경로 안내
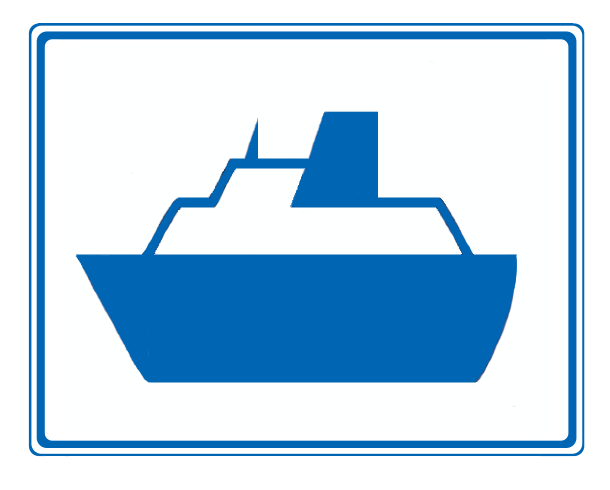
연락선 (픽토그램에 확립된 일본 산업 규격)

## 정지 기호 변경

도로표지 및 신호에 관한 빈 협약에서 권장한 팔각형의 정지 표지판 설계

2016년에는 일본 경찰청이 1963년부터 일본 도로에서 사용하던 '정지' 표지판의 디자인을 1968년 도로 표지판과 신호에 관한 빈 협약(Vienna Convention on Road Signs and Signals)의 권고에 따라 역삼각형 표지판에서 팔각형 디자인으로 바꾸는 방안을 검토하고 있다고 발표했다.
역삼각형 표지는 1964년 도쿄 올림픽을 앞두고 1963년에 도입되었으며, 1960년부터 사용된 이전의 적색 팔각형 표지를 대체하였고, 1950년부터 사용된 노란색 팔각형 표지를 대체하였다.
나중에 일본어와 영어로 된 2개 국어로 된 정지 부호를 만들기로 결정되었지만, 거꾸로 된 삼각형 모양을 유지하기로 결정했다.

## 사진

### 안내

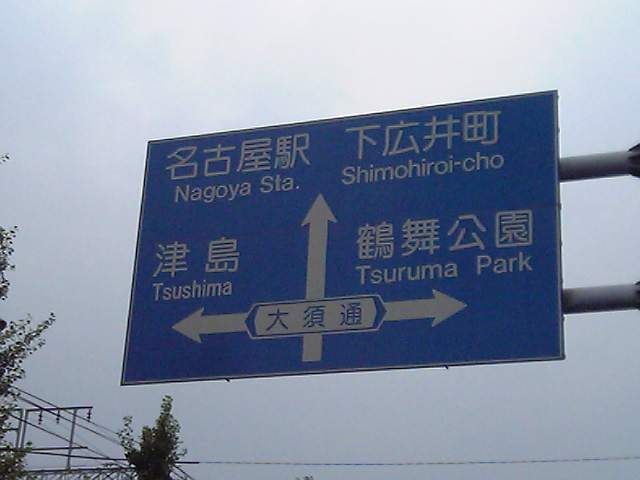
방면, 방향 및 도로의 통칭명 표지판
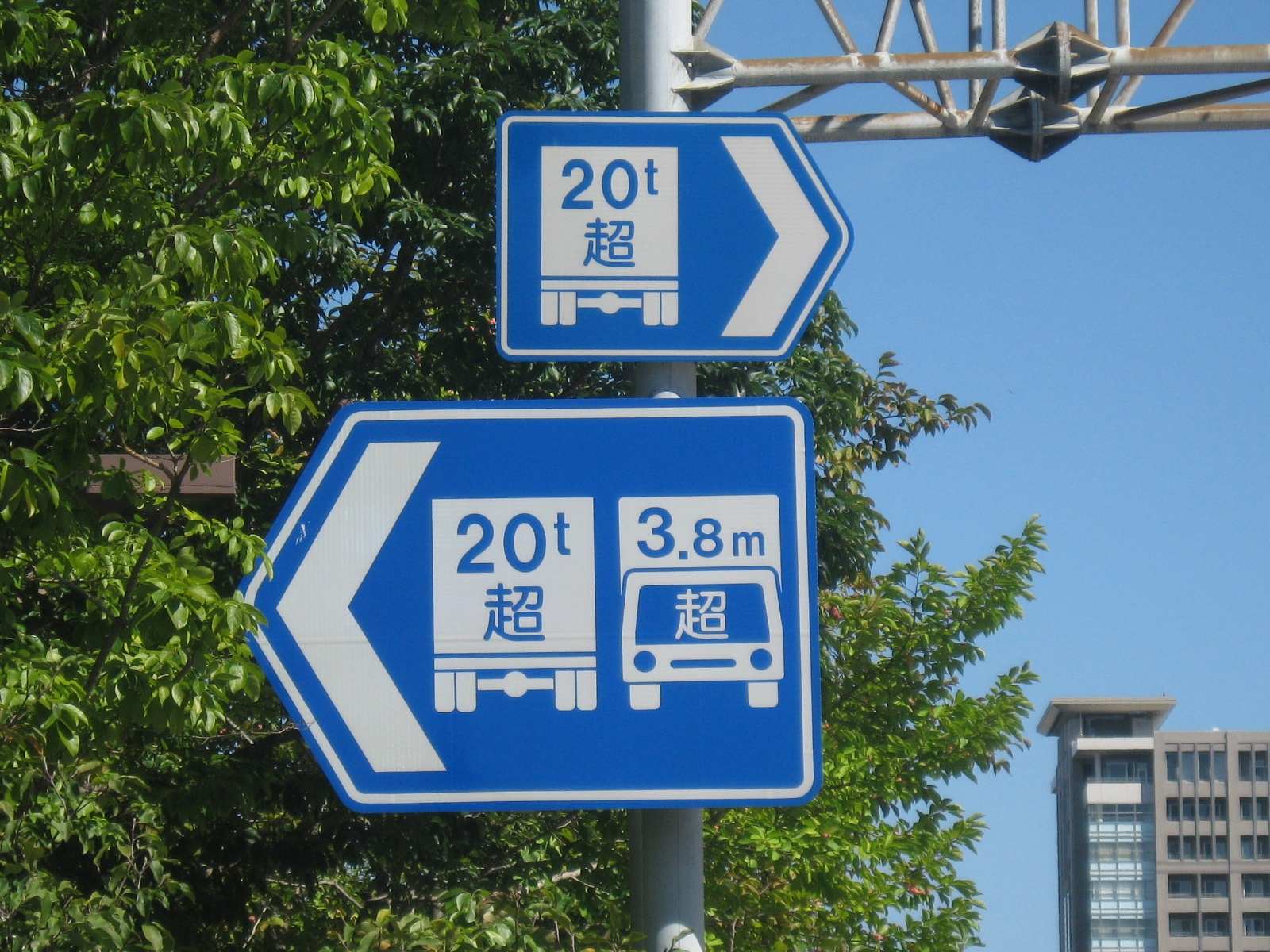
중량 및 높이의 제한 완화
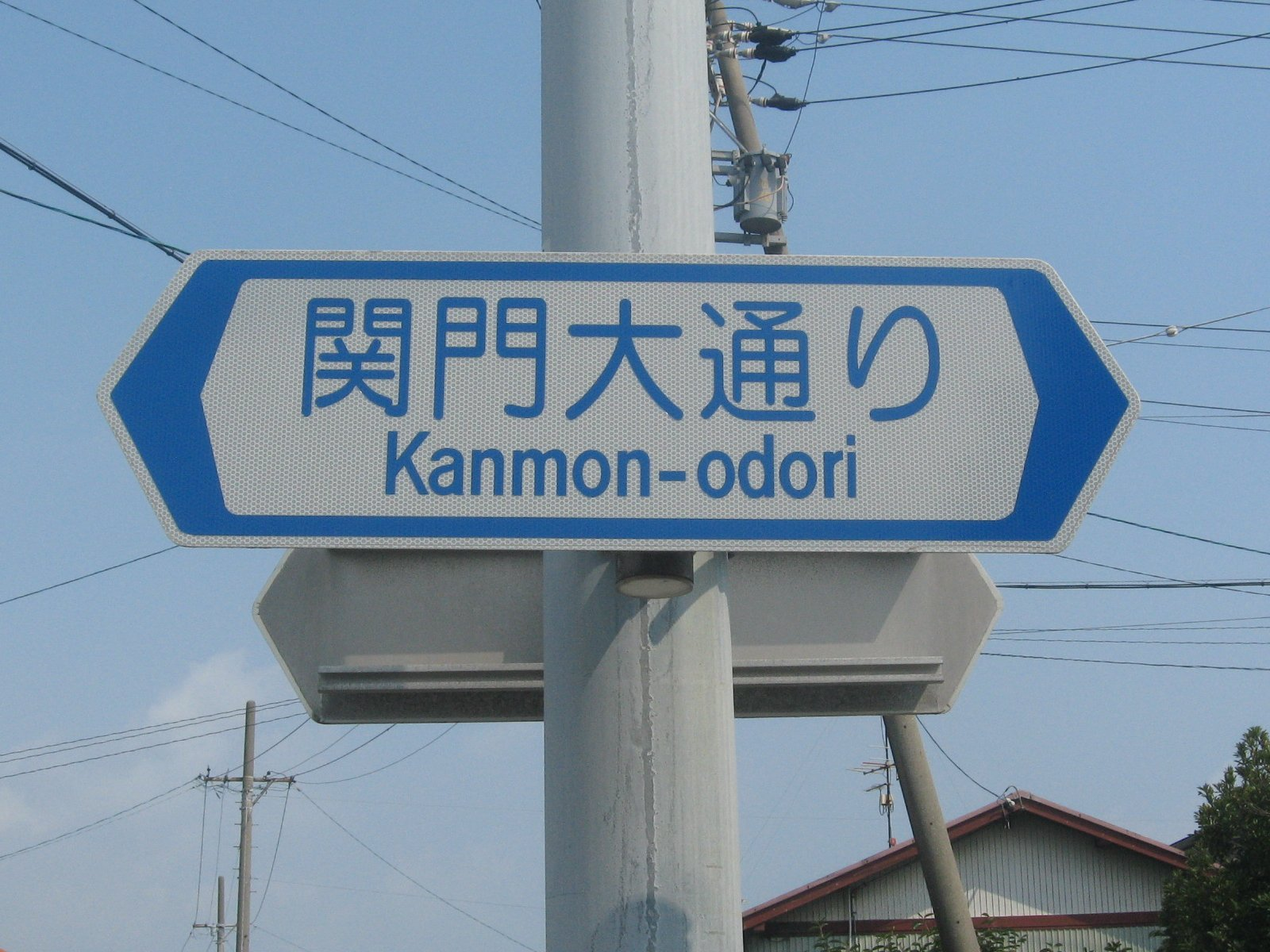
도로의 통칭명 표지판

### 경계표식

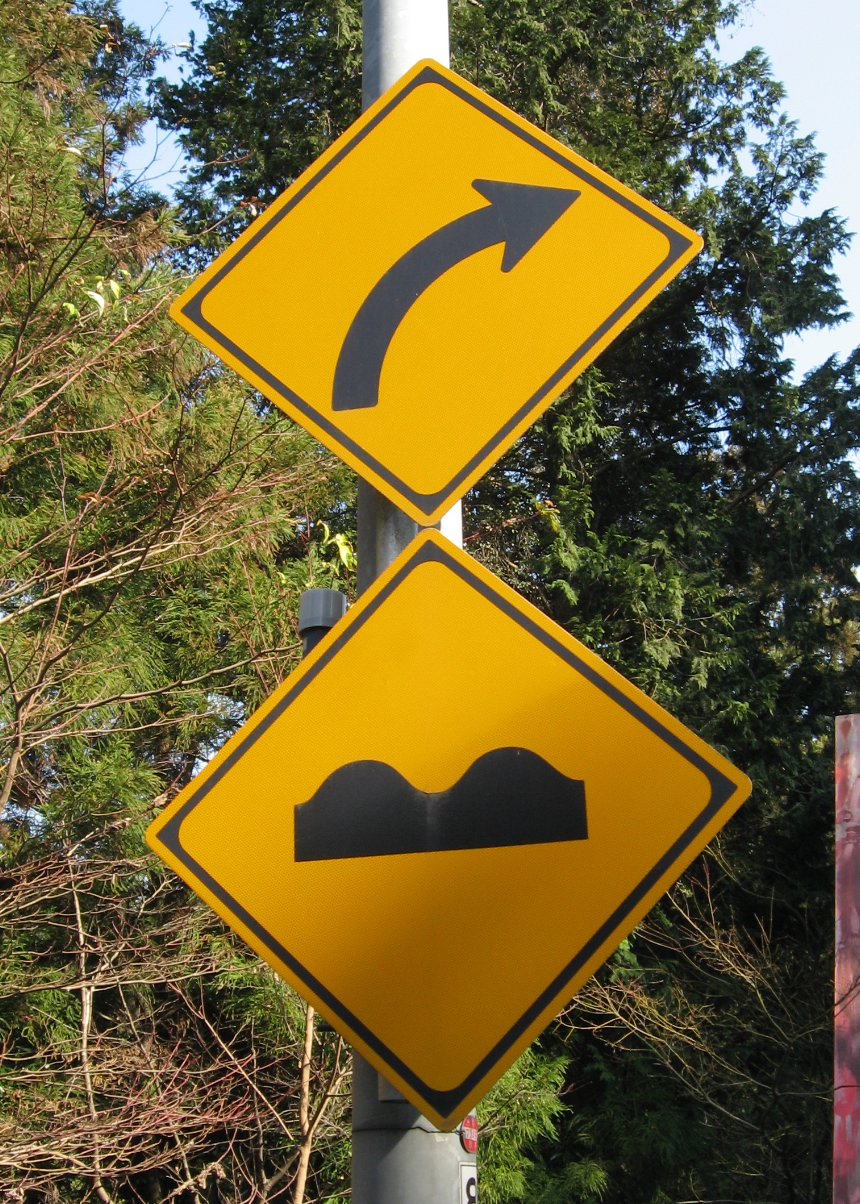
우로굽은도로와 노면 고르지 못함 표지판
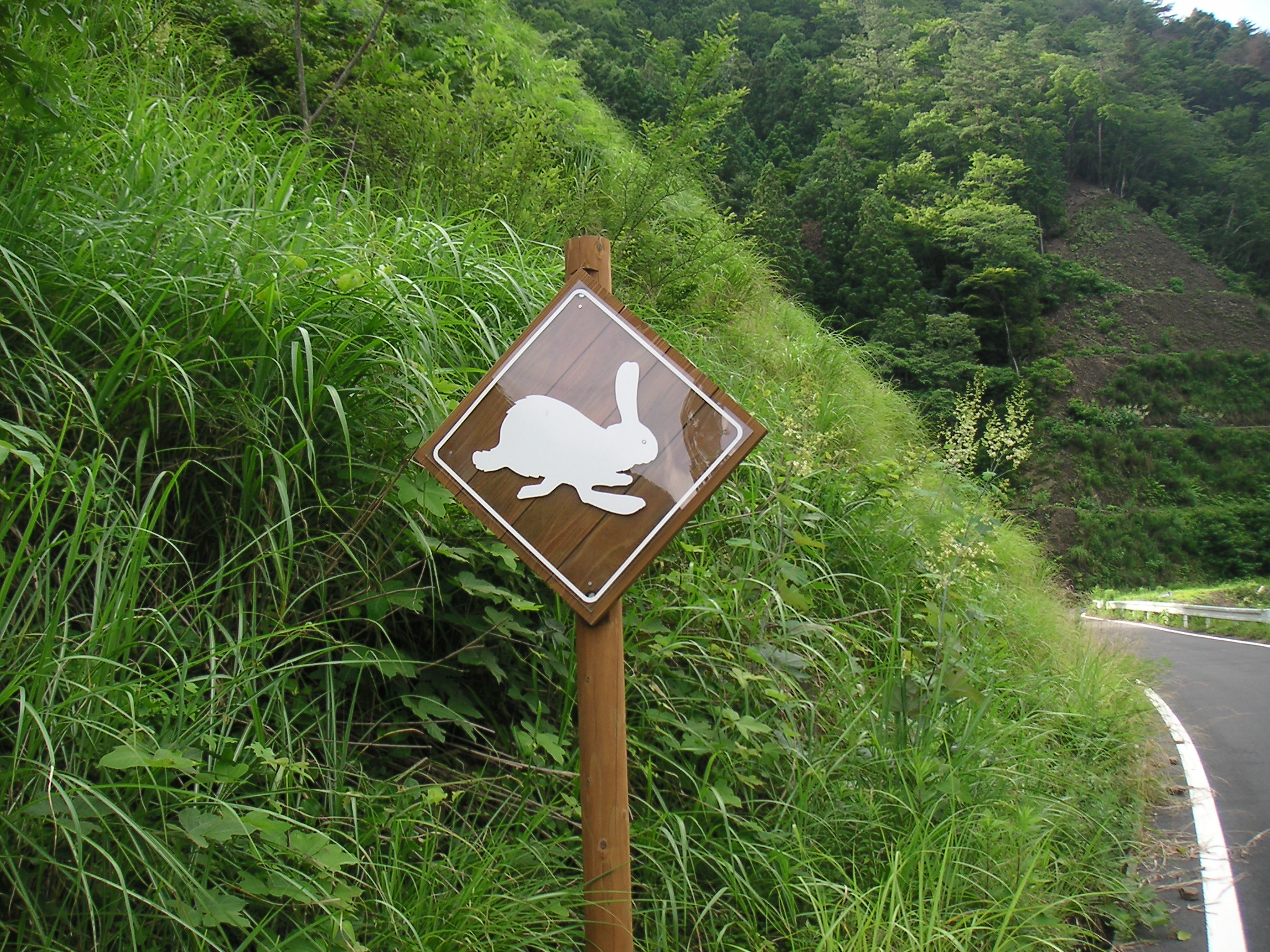
야생동물 표지판(토끼)
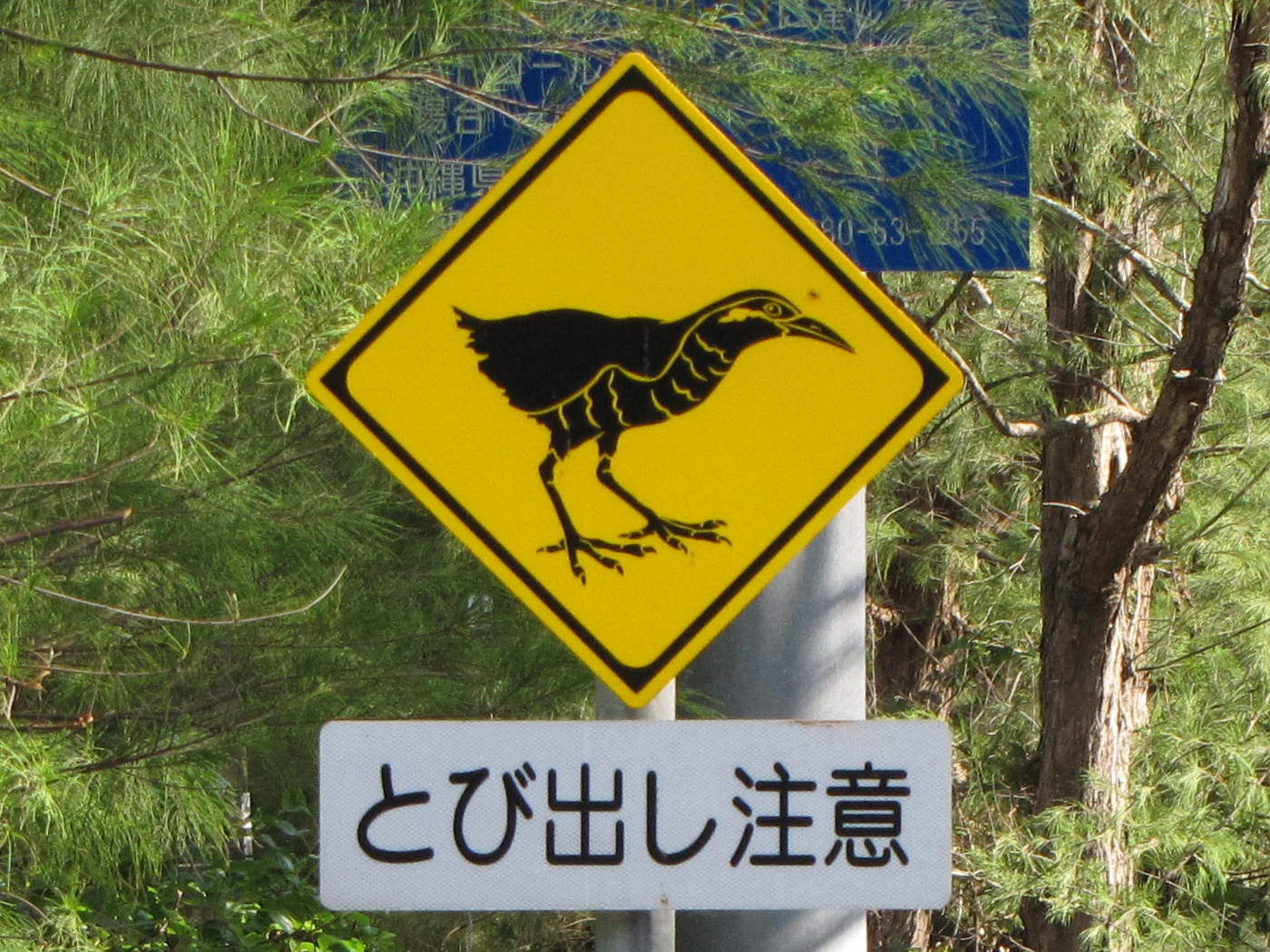
야생동물 표지판(흰눈썹뜸부기)
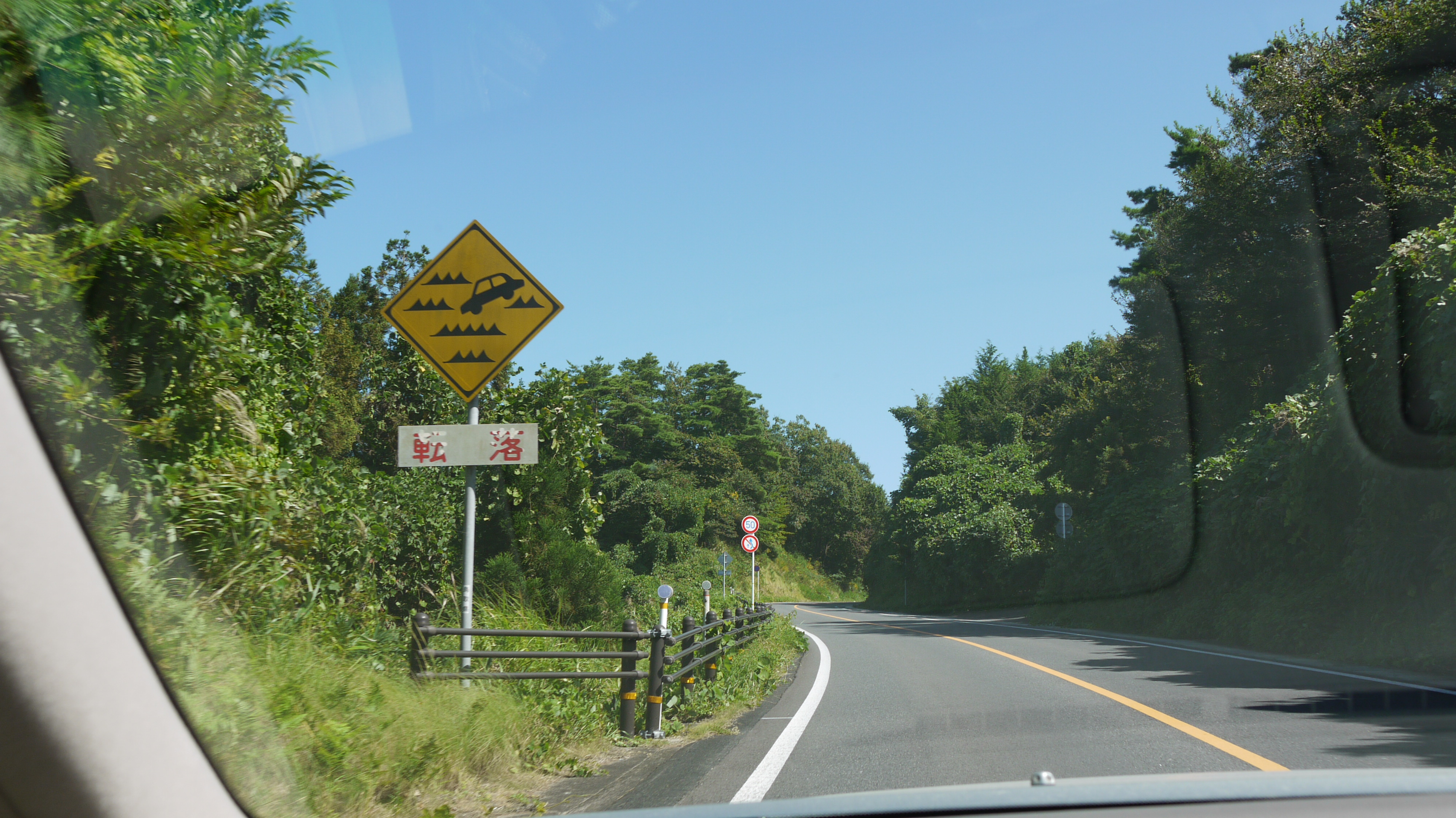
추락주의 표지판

### 규제표식
- 보행자 보행금지
- 보행자 횡단금지

## 참고 문헌
- 時崎賢二 (1979). “道路標識等の基礎知識”. 《月刊交通》 (東京法令出版) 10 (5): 18–29.
- 時崎賢二 (1990). “道路標識の国際化”. 《月刊交通》 (東京法令出版) 21 (4): 19–39.
- dark-RX (2008년 3월 20일). “見つけよう! 旧標識”. 《酷道をゆく》 (イカロス出版): 104–107. ISBN 978-4-86320-025-8.
- 全国道路標識標示業協会（編） (2013). 《道路標識ハンドブック》 2012年度版판. 全国道路標識・標示業協会.
- 警察庁交通局 (2017년 4월 24일). “交通規制基準” (PDF). 警察庁. 2017년 11월 8일에 확인함.
- “道路標識、区画線及び道路標示に関する命令　別表第２”. 《www.mlit.go.jp》. 2017년 10월 14일에 원본 문서에서 보존된 문서. 2018년 1월 24일에 확인함.
- “17062814_ichiran（止まれ、徐行正式版追加）” (PDF). 《www.mlit.go.jp》 (PDF). 2017년 6월 28일. 2018년 1월 25일에 확인함.

## 같이 보기
- 교통표지